# Стручни и научни часописи СЛД
Стручни и научни часописи СЛД су део издавачке делатносто Српског лекарско друштва, од његовог оснивања, у оквиру које друштво самостално или у сарадњи са институцијама као што су медицински факултети и здравствени центри издаје публикације из области медицине и стоматологије.

## Преглед издавача и часописа[2]
| Издавач                              | Назив часописа и година покретања |
| ------------------------------------ | --- |
| Српско лекарско друштво              | - Српски архив за целокупно лекарство (1872) - Стоматолошки гласник Србије (1951) |
| Друштво лекара војводине СЛД         | - Медицински преглед (1948) |
| Друштво лекара Косова и Метохије СЛД | - Praxis medica (1972) – у сарадњи са Медицинским факултетом Универзитета у Приштини |
| Часописи подружница СЛД              | - Медицински часопис (1961) – Подружница Крагујевац - Acta Medica Medianae (1962) – Подружница Ниш у сарадњи са Медицинским факултетом Универзитета у Нишу. - Timočki medicinski glasnik (1975) – Подружница Зајечар. - Apollinem medicum et Aesculapium (1984) – Подружница Лесковац - Acta medica Semendrica (1993) – Подружница Смедерево - Medicus (1996) – Подружница Пирот у сарадњи са Здравственим центром Пирот - PONS (2004) – Завод за јавно здрављe Ћуприја „Поморављe“, Подружница СЛД Ћуприја и Друштво за неуронауке „Созерцање из Шумадије“. |
| Часописи секција СЛД                 | - Bilten za transfuziologiju (1954) – Трансфузиолошка секција СЛД, Институт за трансфузију крви Србије и Удружење трансфузиолога Србије - Stomatološki informator (1994) – Стоматолошка секција ДЛВ – СЛД - Општа медицина (1995) – Секција опште медицине СЛД - ABC – Časopis urgentne medicine (2001) – Секција ургентне медицине СЛД. - Hospital Pharmacology – International Multidisciplinary Journal (2014) – Секција за клиничку фармакологију СЛД.                                                                                                   |